# Chernokrilus
Chernokrilus is een geslacht van steenvliegen uit de familie Perlodidae. De wetenschappelijke naam van het geslacht is voor het eerst geldig gepubliceerd in 1952 door Ricker.

## Soorten
Chernokrilus omvat de volgende soorten:
- Chernokrilus misnomus (Claassen, 1936)